# São Vicente kommun, Kap Verde
Concelho de São Vicente (portugisiska: São Vicente) är en kommun i Kap Verde. Den ligger i den nordvästra delen av landet, 260 km nordväst om huvudstaden Praia. Antalet invånare är 75 601. Arean är 227 kvadratkilometer. Concelho de São Vicente ligger på ön São Vicente.
Terrängen i Concelho de São Vicente är huvudsakligen kuperad, men norrut är den platt.
Följande samhällen finns i Concelho de São Vicente:
- Mindelo